# Villastaden, Stockholm

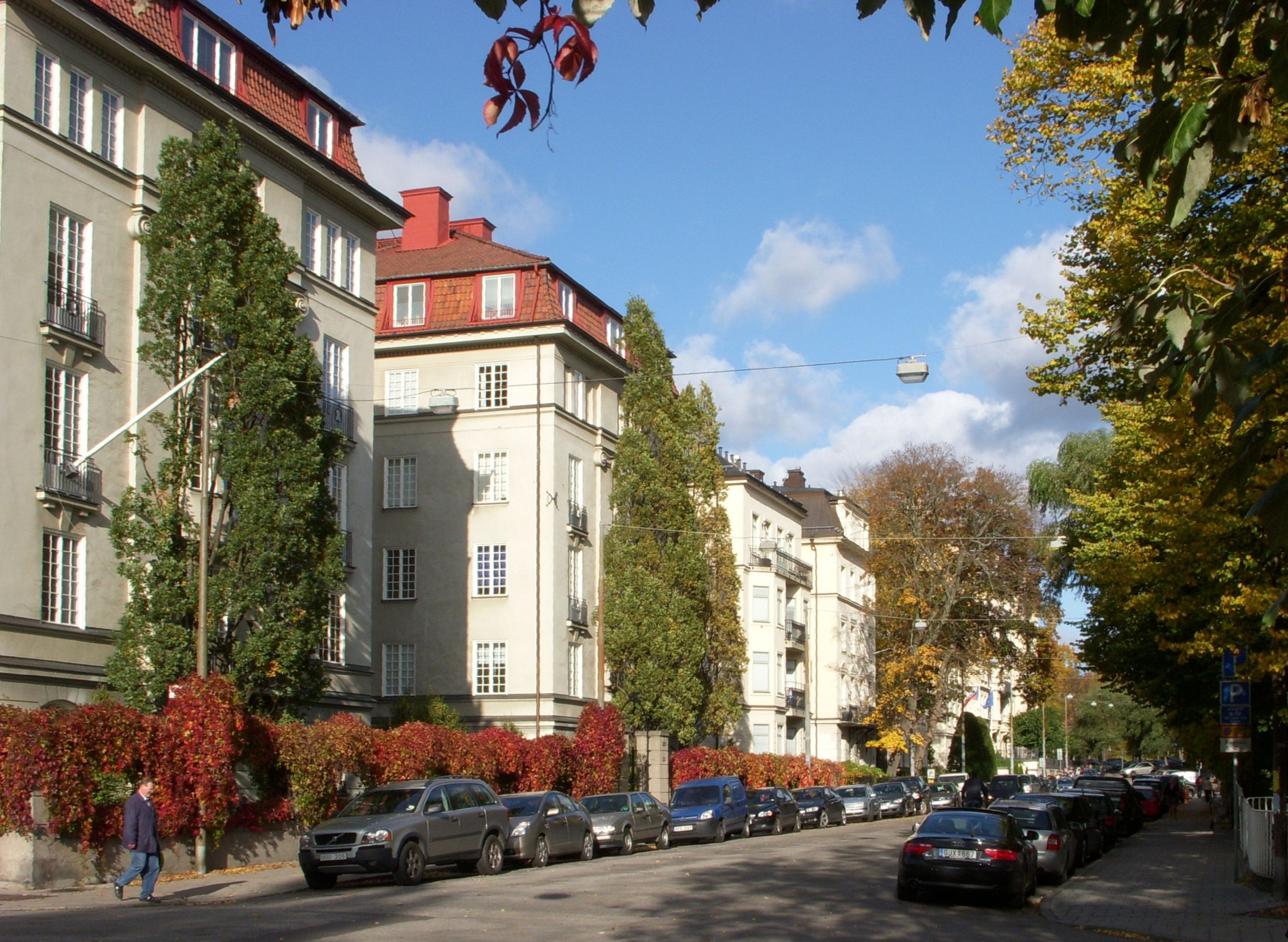
Villagatan norrut, oktober 2008.

Villastaden är ett område på Östermalm i Stockholm som avgränsas av Karlavägen, Sturegatan, Valhallavägen och Engelbrektsgatan. Mitt genom området, i sydostlig riktning löper Floragatan och Villagatan, kända för ett antal exklusiva bostadshus.

## Historia
På 1870-talet började man exploatera området norr om Humlegården och man ville här skapa en villastad efter engelskt mönster. Här hade Stockholms byggnadsförening med bankiren J. Henrik Palme som initiativtagare köpt upp ett stort antal tomter. Kvarteren fylldes ursprungligen med förnäm villabebyggelse som stod klar omkring 1890. Här skulle det även finnas små förgårdar mellan gatan och husen, men dessa markerades aldrig i stadsplanen.
Arkitekterna Axel och Hjalmar Kumlien flyttade in i egna villor i Villastaden. Deras hus var de tidigaste som blev färdiga i denna stadsdel och under den första byggnadsperioden var de de mest betydande arkitekterna. Brödernas gemensamma arkitektkontor var 1878–1891 inrättat i Hjalmars hus på Villagatan 9
Med tiden kom stigande markpriser och fastighetsspekulation att innebära att de flesta  villorna revs och ersattes med praktfulla flerbostadshus samt att förgårdarna bebyggdes. Idag finns bara ett fåtal villor kvar, vilka används som kontor eller ambassader. Särskilt känt är huset i hörnet av Villagatan och Östermalmsgatan, där Ivar Kreuger, grundaren av bland annat Svenska Tändsticks Aktiebolaget, bodde i många år.
I Villastaden finns även ett flertal utländska ambassader.